# S-30
La autovía Ronda de la Bahía de Santander (S-30), conocida popularmente como Ronda de la Bahía, es una autovía de circunvalación de 12,2 km. Este semianillo periférico rodea el área metropolitana de la ciudad de Santander, en Cantabria (España).

## Historia
Su puesta en servicio completa se llevó a cabo el 5 de agosto de 2012, después de años de retrasos debido a la falta de interés por parte de alguno del Gobierno de España ya que, aunque la iniciativa de una autovía que hiciese innecesario cruzar Santander y sus zonas industriales se esbozó a mediados de los años 80, con Josep Borrell al frente del Ministerio de Obras Públicas, el primer proyecto no se realizó hasta 1991.
Pero habrían de pasar quince años nada menos para que el Ministerio de Fomento se decidiese a iniciarla y es ahora cuando, por fin, se ha puesto en marcha en su totalidad. Su principal objetivo es descongestionar la S-10, ya que es una alternativa a esta autovía, y vertebrar la comarca de la Bahía de Santander, en concreto los municipios de Santander, Camargo, El Astillero, Piélagos y Villaescusa. Asimismo está previsto ampliar a tres carriles el tramo de la S-10 comprendido entre Solares y San Salvador para enlazar en este último lugar con la S-30.
En la legislatura 1999-2004 el Gobierno de España, dirigido por José María Aznar y cuyo ministro de Fomento era Francisco Álvarez Cascos, vinculó la construcción de esta infraestructura a la realización de una autopista de peaje entre Parbayón y Zurita, siendo este tramo de la ronda de bahía S-30 totalmente grauito. Sin embargo, el Consejo de Ministros declaró el 6 de febrero de 2004 desierto el concurso promovido por el Ministerio de Fomento para adjudicar el contrato de construcción y concesión de la autopista de peaje Parbayón-Zurita (Cantabria) y la autovía libre de peaje Ronda de la Bahía de Santander, presupuestada en 209 millones de euros, ya que ninguno de los siete grupos concursantes ajustó sus ofertas a las condiciones y particularidades contempladas en los pliegos del concurso. La opinión extendida fue que la obra no resultaba rentable para ninguno de los grupos constructores que presentaron ofertas[cita requerida].
El 2 de diciembre de 2005, el Ministerio de Fomento adjudicó el contrato para la adaptación de los proyectos de construcción San Salvador-Parbayón, Parbayón-Cacicedo y Cacicedo-Peñacastillo de la autovía S-30. En julio de 2006 se adjudicaron las obras del tramo Peñacastillo-Cacicedo, que está en funcionamiento desde 2008; las obras de construcción del segundo tramo de la autovía Ronda de la Bahía de Santander, que discurre entre Cacicedo y Parbayón, se adjudicaron en diciembre de 2006, y en julio de 2007 se adjudicó el tramo San Salvador-Parbayón.

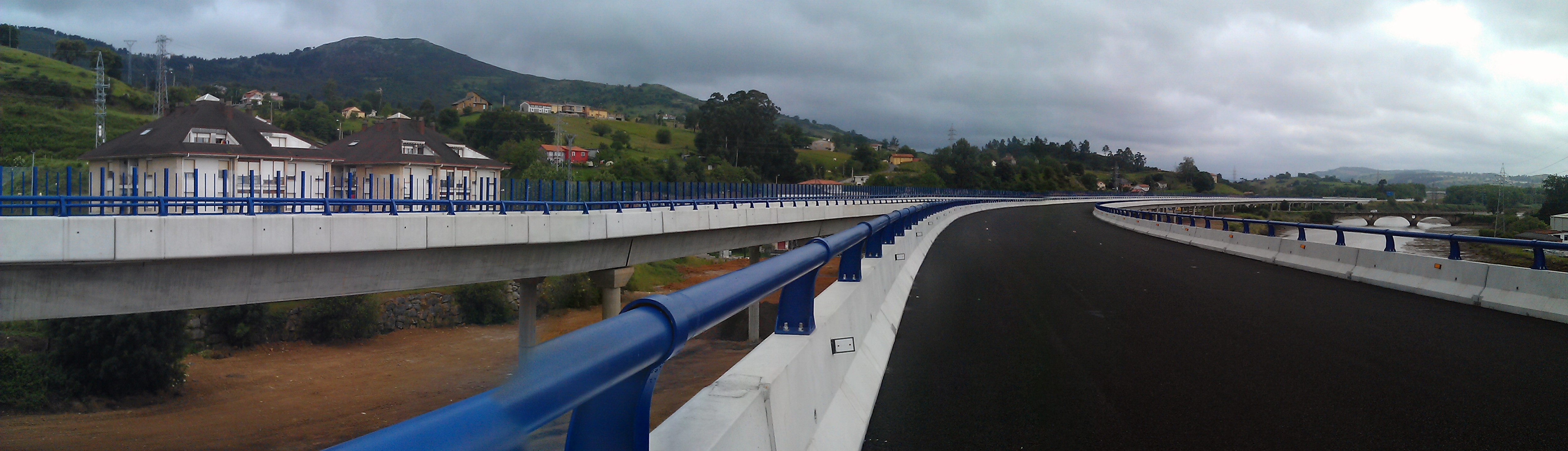
La autovía a su paso por el viaducto de San Salvador de 920 m. Fotografía previa a su apertura con la calzada aún sin las marcas horizontales.

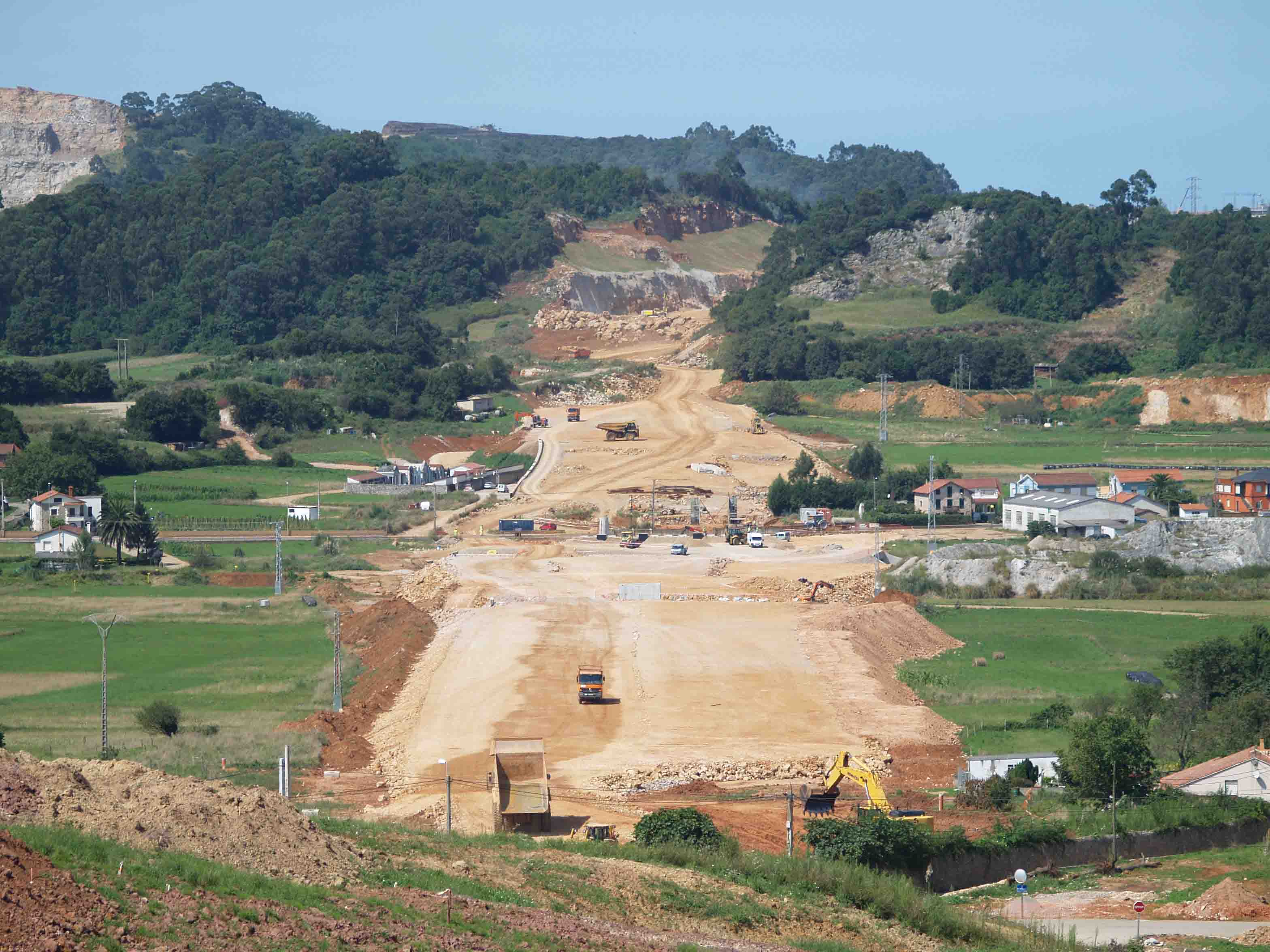
Tramo Cacicedo-Parbayón en construcción a su paso por Revilla de Camargo.

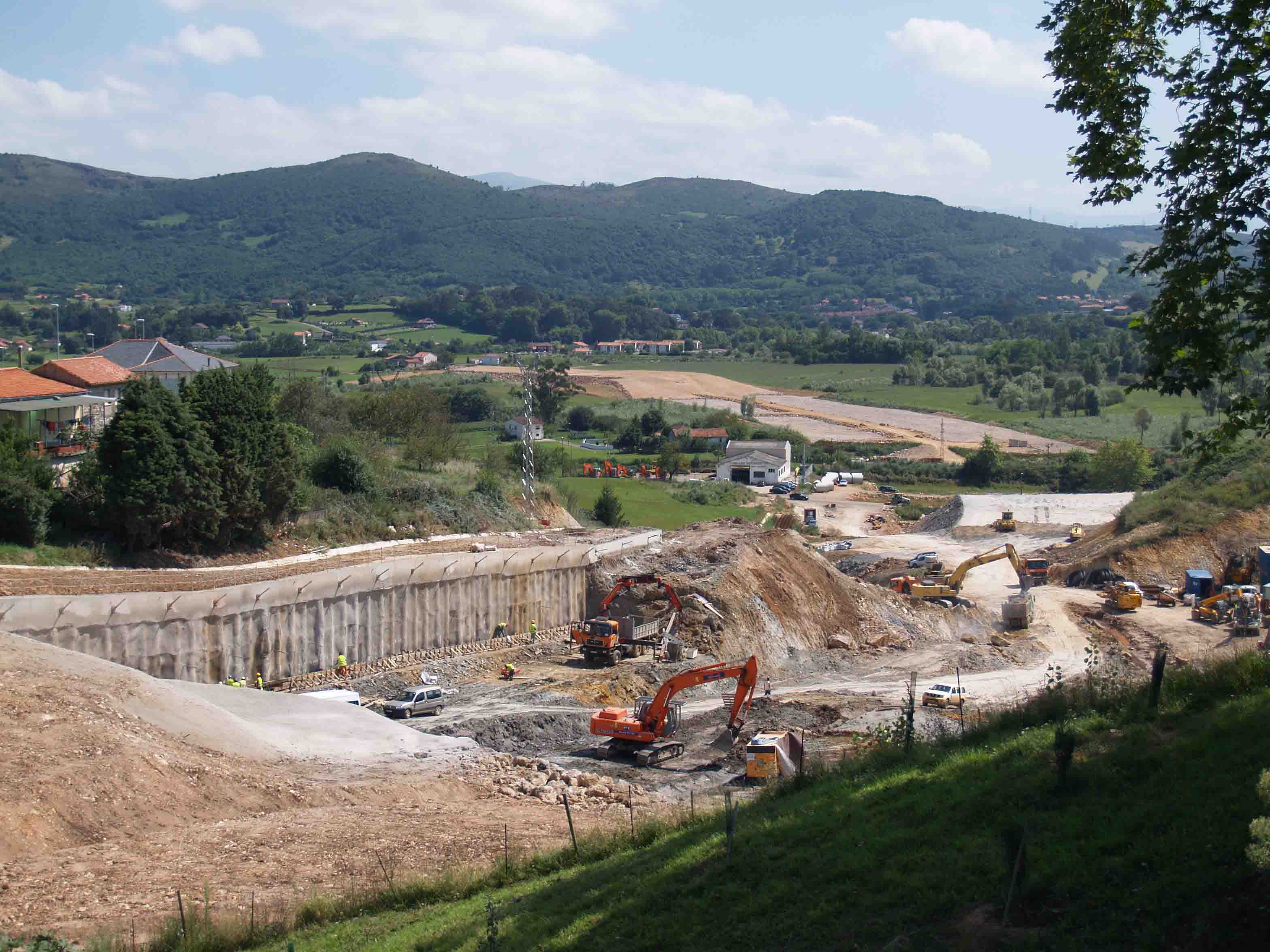
Tramo Cacicedo-Parbayón en construcción a su paso por Parbayón.

## Tramos
| Denominación | Tramo                        | Año servicio | km  |
| ------------ | ---------------------------- | ------------ | --- |
| S-30         | S-20 Peñacastillo - Cacicedo | 2009         | 4,1 |
| S-30         | Cacicedo - Parbayón          | 2012         | 4,2 |
| S-30         | Parbayón - S-10 San Salvador | 2012         | 4,4 |

## Salidas
| Número de Salida | Nombre de Salida                             | Carreteras que enlaza |
| ---------------- | -------------------------------------------- | --------------------- |
| 3                | Puerto Bilbao Burgos Aeropuerto Peñacastillo |                       |
| 5                | Herrera de Camargo                           | CA-308                |
|                  | Túnel de Piedras Blancas                     |                       |
| 7                | Revilla de Camargo Arce Maliaño              | CA-240                |
|                  | Túnel de la Morcilla                         |                       |
| 8                | Guarnizo Saron Villaescusa                   |                       |
| 9                | San Salvador Liaño Astillero                 |                       |
|                  | Continúa a Bilbao por la                     |                       |